# Majoor Grantmoores laatste schot
Majoor Grantmoores laatste schot is een hoorspel van Werner Helmes. Major Grantmoores letzter Schuß werd op 17 oktober 1961 uitgezonden door de Westdeutscher Rundfunk. De VARA bracht het op woensdag 19 juni 1963. De vertaling was van Willy Wielek-Berg, de regie was in handen van Jan Borkus. Het hoorspel duurde 72 minuten.

## Rolbezetting
- Louis de Bree (majoor Archibald Grantmoore)
- Dogi Rugani (Helen, zijn vrouw)
- Fé Sciarone (Valerie, een nichtje)
- Rien van Noppen (David, de butler en vroegere oppasser van de majoor)
- Huib Orizand (wachtmeester Clifford)
- Paul van der Lek (burgemeester Wilton van Wickness)
- Wam Heskes (McDounie, bijgenaamd “de rechter”)
- Dries Krijn (Gibson, de commissaris van politie van Folkestone)
- Tonny Foletta (Tom Porter, de plaatselijke caféhouder)
- Irene Poorter (Nelly, zijn hulp)
- Jo Vischer sr., Jan Verkoren & Joke Hagelen (telefoonstemmen)

## Inhoud
Majoor Archibald Grantmoore diende vroeger in Indië. Nu schrijft de gepensioneerde onder een pseudoniem avontuurlijke verhalen. Elk kind kent Captain Garry, het hoofdpersonage ervan. Hij verwezenlijkt de heldendaden die Grantmoore ooit graag zelf had verricht. Op een dag trekt de auteur met zijn donderbus zijn laatste avontuur tegemoet. Ook daarbij vloeien fantasie en werkelijkheid in elkaar over…